# Mathias Menegoz
Pour les articles homonymes, voir Ménégoz.
Mathias Menegoz, né en 1968, est un écrivain français.

## Biographie
Il est le fils du réalisateur Robert Ménégoz et de la productrice Margaret Ménégoz.
Mathias Menegoz est docteur en neurobiochimie de l'université Paris V avant d'abandonner la recherche et de se consacrer à l'écriture.
Il reçoit le prix Interallié en 2014 pour son premier roman, Karpathia.

## Œuvres
- Karpathia, Paris, P.O.L., 2014, 704 p.  (ISBN 978-2-8180-2076-0)[2]

- prix Interallié 2014